# Ivan od Klevea
Ivan (Johann; ? - 1368.) bio je grof Klevea, sin grofa Dietricha VII. i Margarete Habsburške te brat i nasljednik grofa Dietricha VIII.
Oženio je gospu Matildu od Gelrea, ali nisu imali djece.